# Басалаевка
Басалаевка — село в Зиминском районе Иркутской области России. Входит в состав Батаминского муниципального образования. Находится примерно в 36 км к юго-западу от районного центра.

## Население
| 2002 | 2010 | 2011 | 2012 |
| ---- | ---- | ---- | ---- |
| 334  | ↘276 | →276 | ↘272 |

По данным Всероссийской переписи, в 2010 году в селе проживало 276 человек (130 мужчин и 146 женщин).